# 扎鲁特部
扎鲁特部，是明末內喀爾喀蒙古部落，清代編為扎魯特左、右翼兩個旗。今內蒙古自治區通辽市有扎鲁特旗。

## 内喀尔喀之一
15世紀末达延汗建六万户，喀尔喀万户为左翼三万户之一。分掌喀尔喀万户的达延汗之子格列山只台吉西迁为外喀尔喀，纳力不剌台吉南迁为内喀尔喀。纳力不剌台吉之子虎喇哈赤的五个儿子兀把赛、速把亥、兀班、炒花、答补分别管理扎鲁特、巴林、叭要、我着、弘吉剌五鄂托克（分部），称“炒花五大营”。從兀把赛开始，本部称为扎鲁特部。17世紀初清朝兴起，重创内喀尔喀五部，只剩下扎鲁特部、巴林部二部，兀把赛孙色本、兀把赛曾孙内齐率属下归附皇太极。

## 扎鲁特两旗
清顺治五年（1648年），清廷追封内齐为多罗贝勒，并由内齐之子桑嘉布继承其父的多罗贝勒爵位，占有扎鲁特部原有牧地和部众，封其为扎鲁特旗札萨克，世袭罔替；同年，清廷又追封色本为多罗达尔汗贝勒，由色本次子桑噶尔继承其父多罗达尔汗贝勒爵位，从扎鲁特旗划出一部分牧地和部众据其所有，领扎鲁特右翼旗，同樣授予札萨克之职，世袭罔替。原先的扎魯特旗改名扎鲁特左翼旗。自此，原为一体的扎鲁特部，分为并立的两个札薩克旗。扎鲁特左翼旗、扎鲁特右翼旗二旗属昭乌达盟。
扎鲁特左翼旗札萨克驻齐齐灵花拖罗海山北（今扎鲁特旗西北乌日根塔拉农场），或说治今扎鲁特旗西北东王府之北。
扎鲁特右翼旗札萨克驻图儿山南（今扎鲁特旗西北罕山南）。或说治今扎鲁特旗西北胜利屯，另一说治今扎鲁特旗西北桃儿山附近。
民国12年（1923年）12月27日，热河都统委任高义山为鲁北设治委员兼备队统领官。民国13年（1924年），高义山正式建鲁北设治局。在扎鲁特左右二旗的领地上，出现了旗、县（设治局）分治的局面。县管开垦区，旗管未开垦区。旗县并存，县居旗之上。
九一八事变後，扎鲁特两旗随昭乌达盟其他旗并入满洲国。1933年5月，在热河省昭乌达盟西拉木伦河以北地区设置兴安西分省（省会开鲁），扎鲁特左右二旗归兴安西分省管辖，又废除鲁北县。1935年4月，满洲国政府下令原扎鲁特左右二旗合并为一个旗，扎鲁特旗公署指定在鲁北。
1945年日本投降後，扎鲁特旗被纳入中共解放区。1947年5月，扎鲁特旗划归哲里木盟，属辽吉省。後历经多次区划调整，今属内蒙古自治区通辽市。